# André Messager

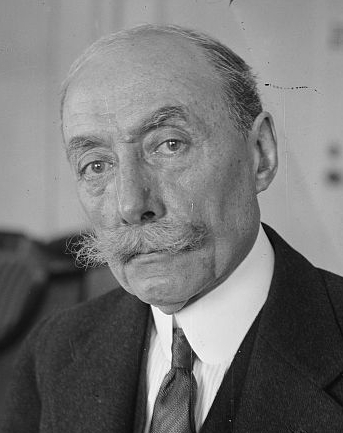
André Messager

André Charles Prosper Messager (* 30. Dezember 1853 in Montluçon, Département Allier; † 24. Februar 1929 in Paris) war ein französischer Dirigent und Komponist.

## Leben und Wirken
André Messager absolvierte eine Ausbildung als Kirchenmusiker in Paris, zeitweise als Schüler von Camille Saint-Saëns, und war darauf an verschiedenen Kirchen als Organist und Kapellmeister tätig. Mehr und mehr widmete er sich der Komposition und machte sich darin einen Namen. Von 1883 bis zur Scheidung im Jahr 1894 war er mit Edith Clouette, einer entfernten Cousine, vermählt. In zweiter Ehe heiratete er 1895 die irische Komponistin Hope Temple, die seine Schülerin war, als er sie kennenlernte.
1898 wurde Messager Direktor der Pariser Opéra-Comique, 1901–1906 war er künstlerischer Leiter des Royal Opera House Covent Garden in London, 1907–1913 wirkte er als Kodirektor der Pariser Oper. Messager leitete 1902 die Uraufführung von Claude Debussys Oper Pelléas et Mélisande. Als Komponist ist er vor allem mit Operetten und Balletten in Erscheinung getreten. Bisweilen noch heute gespielt werden das Ballett Les deux pigeons (1886) und die als Opéra comique bezeichnete Operette Véronique (1898).
Er komponierte auch Gemeinschaftswerke zusammen mit anderen Musikern. Bekannt ist das parodistische Potpourri Souvenirs de Bayreuth (1880) als Quadrille nach Melodien Richard Wagners, das er mit Gabriel Fauré schuf. 1926 wurde Messager Mitglied der Académie des Beaux-Arts.

## Opern, Operetten, Vaudeville-Stücke
Mit Datum der Uraufführung
- François-les-Bas-bleus, 1883
- La fauvette du temple, 1885
- La Béarnaise, 1885
- Le bourgeois de Calais, 1887
- Isoline, 1888
- Le mari de la reine, 1889
- La Basoche, 1890
- Hélène, 1891
- Madame Chrysanthème, 1893 (nach Pierre Loti)
- Miss Dollar, 1893
- Mirette, 1894
- La fiancée en loterie, 1896
- Le chevalier d’Harmental, 1896
- Les p’tites Michu, 1897
- La montagne enchantée, 1897
- Véronique, 1898
- Fortunio, 1907
- Béatrice, 1914
- Monsieur Beaucaire, 1919
- La petite fonctionnaire, 1923
- Passionnément, 1926
- Coups de roulis, 1928

## Geistliche Musik
- Messe des pêcheurs de Villerville, 1881 (zusammen mit Gabriel Fauré)